# 藤波辰爾
藤波 辰爾（ふじなみ たつみ、本名: 藤波 辰巳、1953年12月28日 - ）は、日本の男性プロレスラー。YouTuber。大分県東国東郡武蔵町（のちの国東市）出身。ニックネームは「ドラゴン」。血液型O型。プロレス活動はドラディション、芸能活動はカートプロモーション所属。長男は藤波怜於南。
第77代NWA世界ヘビー級王者。日本人2人目のWWE殿堂入りレスラー。海外武者修行時のリングネームは、アメリカではドクター・フジナミ、メキシコではドクトル・フヒナミおよびリング・フヒナミとしていた。

## 来歴

### デビューまで
1953年12月28日、大分県国東郡に生まれる。中学時代は陸上競技を行っていた。この頃にアントニオ猪木に憧れ、プロレスラーを目指す。
中学卒業後、地元の自動車整備工場に就職したが、プロレスへの夢を断ち切れず、1970年に別府温泉へ湯治に来ていた同郷である日本プロレス所属のプロレスラー北沢幹之に直談判し、北沢から同年6月16日に日本プロレスの興行が行われる下関市体育館（山口県下関市）へ行くように言われ、猪木と初対面。そのまま巡業について行った後に、日本プロレス幹部と面談を行うために上京して日本プロレスに入門。憧れていた猪木の弟子となる。入門同期には佐藤昭雄、キラー・カーンなどがいる。
北沢幹之のはからいにより猪木の付き人となり1971年5月9日にデビュー。デビュー戦の相手は北沢が務めた。当時の猪木が「いつでもどこでも俺のことを見ている」と言うほど猪木につきっきりであり、猪木は妻の倍賞美津子より藤波の方が自分のことを分かってくれていると評していた。
中学時代は家に帰ると夕食前に汁かけご飯をどんぶり3杯食べる大食漢であったが、プロレス入りした途端緊張と威圧感で食事が喉を通らなくなるなど苦難を経験した。

### 新日本プロレス旗揚げ、海外修行
アントニオ猪木が日本プロレスを除名された翌日の1971年12月14日、木戸修と共に日本プロレスを退団し、夜逃げ同然で日本プロレス事務所の近くの猪木後援会事務所に身を寄せる。日本プロレスによる猪木除名会見の当日、藤波は記者席の後部におり、翌日の新聞で記者席の後部にいた藤波の姿が掲載され、それを見た猪木が藤波を誘ったという。
1972年、猪木が興した新日本プロレスに旗揚げより参加。3月6日に大田区体育館で行われた旗揚げ戦では第1試合に出場するもエル・フリオッソに敗退、3月16日の浜田広秋（後のグラン浜田）のデビュー戦で初勝利を挙げる。以降、相次いでデビューした関川哲夫、荒川真、栗栖正伸、藤原喜明らを相手に勝利を重ね、若手のリーダー格となった。
1974年、若手の登龍門たるカール・ゴッチ杯を制した（決勝の相手は小沢正志）。1975年6月、初の海外修行で木戸修と共に西ドイツへ遠征、グスタル・カイザーのプロモーションで対戦したホースト・ホフマンには子供扱いされたという。その後アメリカへ渡り、フロリダのカール・ゴッチのもとで再修行。木戸の帰国後、1976年よりドクター・フジナミのリングネームでジム・クロケット・ジュニア主宰のNWAミッドアトランティック地区をサーキット。ベビーフェイスのポジションで前座試合に出場し、ロニー・ガービン、ボリス・マレンコ、ジン・アンダーソン、ザ・モンゴルズ、ジャック・グレイ、ミシェル・デュボア、クラッシャー・ブラックウェル、ラリー・シャープ、ビル・ホワイト、ダグ・サマーズ、アンジェロ・ポッフォ、ラニー・ポッフォ、そしてランディ・ポッフォこと若手時代のランディ・サベージなどと対戦。タッグマッチでは、後に新日本のリングで対戦する同世代のトニー・アトラスやラリー・ズビスコと組み、さらにはダン・ミラー、レッド・バスチェン、ビル・ドロモなどベテラン選手のパートナーにも起用された。その後、ドクトル・フヒナミとしてメキシコに転戦、当初はルード扱いだったが、後にテクニコに転向してからはリング・フヒナミと名乗った。

### ドラゴン・ブーム
1978年1月23日、ニューヨークのマディソン・スクエア・ガーデンにてカルロス・ホセ・エストラーダを初公開のドラゴン・スープレックスで破り、WWWF（WWF）ジュニアヘビー級王座を獲得。凱旋帰国を果たすが、海外遠征でブレイクしたため、藤波は日本には帰りたくなかったという。
3月3日の凱旋帰国第一戦では、マスクド・カナディアン（ロディ・パイパー）を相手に同じくドラゴン・スープレックスで勝利。以降、ドラゴン・ロケットなど当時としては斬新だった飛び技、引き締まった肉体と端正なマスク、そしてゴッチ仕込みのテクニックで「ドラゴン・ブーム」を巻き起こし、従来のプロレスファンに加えて女性や子供のファンからの支持も獲得、腰痛の悪化で低迷していたストロング小林を抜いて猪木と坂口征二に次ぐ新日本プロレスNo.3の座に就いた。王座は1979年10月に剛竜馬に奪取されるも2日後に奪回しており、1981年10月にヘビー級転向のために返上するまで、通算52回に渡って防衛。チャボ・ゲレロ、カネック、ダイナマイト・キッド、木村健吾などをライバルに、日本のプロレス界に「ジュニアヘビー級」というジャンルを定着させた。
WWFジュニアヘビー級王者として日本のみならず海外でも防衛戦を行い、ロサンゼルスでは素顔のロディ・パイパーをはじめ、エル・ゴリアス、スキップ・ヤング、トム・プリチャード、ニューヨークでは前王者エストラーダやジョニー・ロッズ、メキシコではレイ・メンドーサやエル・ソリタリオなどの挑戦を退けている。1980年2月1日にはダブルタイトルマッチにてスティーブ・カーンを破り、NWAインターナショナル・ジュニアヘビー級王座を獲得、ジュニアヘビー級の二冠王となった。同年4月には国際プロレスの阿修羅・原、1981年7月には当時のNWA世界ジュニアヘビー級王者レス・ソントンを相手にWWF王座の防衛に成功するなど、名実ともにジュニアヘビー級の第一人者となった。
また、春に開催されていたMSGシリーズにも出場して、猪木や坂口をはじめ、アンドレ・ザ・ジャイアント、スタン・ハンセン、ダスティ・ローデスらスーパーヘビー級の大物外国人とも対戦。公式リーグ戦ではニコリ・ボルコフ、バグジー・マグロー、ボビー・ダンカン、サージェント・スローターなど、体格差のある巨漢選手からクラッチ技でフォールを奪っている。1981年6月8日にはマディソン・スクエア・ガーデンにおいて、アメリカ修行中だった谷津嘉章と組み、ザ・ムーンドッグス（レックス&スポット）が保持していたWWFタッグ王座に挑戦した。

### ヘビー級転向
1981年12月、地元の大分における同年10月16日のスティーブ・トラビスとの防衛戦を最後に、ヘビー級転向のためWWFジュニアヘビー級王座を返上。翌1982年1月より「飛龍十番勝負」が始まる。ボブ・バックランド、ハルク・ホーガン、アブドーラ・ザ・ブッチャー、ジェシー・ベンチュラ、ディック・マードックらと闘うも、十番を消化することなく、中途で終わることになった。
しかしながら、海外遠征中の同年8月30日、ニューヨークのマディソン・スクエア・ガーデンでジノ・ブリットを破りWWFインターナショナル・ヘビー級王座を獲得。ヘビー級のチャンピオンベルトを手土産に凱旋帰国、9月21日に大阪府立体育館にてマスクド・スーパースターを逆さ押さえ込みで破り、初防衛に成功した。この一戦で新間寿が仕掛けたサプライズとして当時婚約中であった妻がリングに上がって観客から拍手を受けた。
この年の10月、長州力との抗争が始まり、さらに長州率いる維新軍との軍団抗争で新日本に黄金期をもたらす。長州との一連のシングルマッチは「名勝負数え歌」と呼ばれ、1983年4月3日のWWFインターナショナル・ヘビー級タイトルマッチは同年のプロレス大賞ベストバウトを獲得した。同年のWWF遠征では、5月16日にロチェスターにてレイ・スティーブンス、翌17日にシラキュースにてザ・デストロイヤーと対戦し、それぞれ勝利を収めている。
しかし、同年8月のタイガーマスクの引退、さらに翌年1984年にはUWF旗揚げによる前田日明らの離脱、年末の長州ら維新軍団の離脱と、新日本プロレスは危機的な状態に陥る。一時は藤波の離脱も噂されたが残留し、以降は猪木、坂口、木村、星野勘太郎らと共に新日本の低迷期を支えた。1985年5月24日には木村と組んでWWFインターナショナル・タッグ王座を獲得。WWFインターのシングルとタッグの二冠に輝き、6月11日には東京体育館にてホーガンのWWF世界ヘビー級王座に挑戦した。インターナショナル・ヘビー級王座も、カウボーイ・ボブ・オートン、アドリアン・アドニス、ジミー・スヌーカなどを相手に防衛していたが、WWFとの業務提携終了に伴い、1985年10月末でWWFインターのシングルとタッグ両王座を返上。しかし12月12日のIWGPタッグリーグ優勝戦では、師匠の猪木からドラゴン・スープレックスで初のフォール勝ちを達成。初代IWGPタッグ王座を木村とのコンビで獲得し、その年の「プロレス大賞」でMVPを獲得した。
1986年1月からUWF勢が新日本プロレスとの業務提携により参戦。UWF勢のキック攻撃を藤波は真正面から受け止め、6月12日の大阪城ホールにおけるIWGP公式リーグ戦での前田との試合は、前田の大車輪キックで大流血になりながらも名勝負を展開した（結果は両者KOによる引き分け）。この試合は同年のプロレス大賞ベストバウトを獲得、前田は「無人島に流れ着いたと思ったら仲間がいた。そしてその仲間とこれから大きな国を作っていく、そんな心境です」と藤波に賛辞を送った。だが藤波の額にはその時の傷が残り、現在も消えずに残っている。
同年8月にはアメリカ南部のNWAのメジャーテリトリーにも遠征しており、フロリダのCWFでは木村と組んでファビュラス・ワンズ、ダラスのWCCWではクリス・アダムスと対戦した。
1987年4月には長州らジャパンプロレスの残党が新日本にUターン。猪木、坂口、マサ斎藤らナウ・リーダーと、藤波、長州、前田らニュー・リーダーの抗争が展開されるも、その後の前田の長州蹴撃による離脱、二度に渡るファンの暴動事件などで、再び新日本の人気は陰りを見せ始めた。

### 飛龍革命
1988年4月22日、沖縄県立奥武山公園体育館での試合終了後、いつまでもメインを張り続け後進に譲ろうとしない猪木に対して現状改革を訴え、決意の表れとして頭を丸めようとする（が、前髪にハサミを入れたところで猪木に制止される）。この行動は前年に天龍源一郎が全日本プロレスで起こした天龍革命に対して「飛龍革命」と呼ばれた。
5月8日、有明コロシアムでIWGPヘビー級王座をビッグバン・ベイダーとの王座決定戦の末に獲得。
8月8日には、猪木が挑戦者として藤波に挑む形で、横浜文化体育館でIWGPヘビー級の防衛戦を行い、60分フルタイムの名勝負の末引き分ける。試合後、猪木が藤波の腰にIWGPのベルトを巻いた。
以後、新日本プロレスのエースとなり、10月15日にアメリカのオレゴン州ポートランドにてザ・グラップラーからNWAパシフィック・ノースウエスト・ヘビー級王座を、12月9日には後楽園ホールでケリー・フォン・エリックからWCWA世界ヘビー級王座を奪取し、日米に渡る三冠王となった（後に両王座は返上）。これと同時期に、IWGPヘビー級のベルトを携えてアメリカなどを転戦、海外でもIWGPヘビー級王座の防衛戦を行っている（当時、猪木が提唱していた「世界戦略」に対して、「藤波流世界戦略」とも呼ばれた）。

### 腰痛による欠場
1989年6月22日、長野県・佐久市総合体育館におけるベイダーとのシングルマッチで腰を負傷。7月3日、青森市民体育館を最後に、椎間板ヘルニアで1年3か月間に及ぶ長期欠場となった。その間、帝拳ジムでボクシングの練習にも取り組んだ。当時のプロレス界では興業ポスターに掲載されている選手は欠場が許されず、もし欠場したら会社側がプロモーターからの値引きに応じなければならなかったため、これが原因で腰の負傷が悪化したと本人は振り返っている。また、飛龍革命で散々揉めた猪木が自分の都合で選挙活動に藤波を駆り出したことなども、本人は後に苦笑いしながら振り返っている。ヘルニアは酷い時になるとほぼ寝たきりになるほど悪化。正確には、立った状態から寝床に付く行為もできないほど痛みが甚だしかったため、ソファーの一番柔らかいところにそっと腰を掛けて夜はそこで毛布を掛けて寝ていたという。痛みで意識がもうろうとしていた時が睡眠時間であったというほど睡眠にも障害が出るほどであり、数m先のトイレに行くのにも夫人の力を借りざるを得なかった。その状態が半年ほど続いたため、このときについて本人は自伝に「自殺を考えるほどであった」と記述している。その痛みは、最終的に筋肉を鍛え直すリハビリで克服しており、それを行ってから2ヶ月で復活したことについては本人も「本当に信じられない」と驚いていた。

### 復帰～再びヘビー級の頂点へ
1990年9月30日、神奈川県・横浜アリーナにおいて越中詩郎とのエキシビション・マッチで復帰。リングネームを「藤波辰巳」から「藤波辰爾」へ改名。
この頃、プロレス界での部屋別制度を提唱、「ドラゴンボンバーズ」を結成（メンバーは越中、獣神サンダー・ライガー、飯塚孝之、ブラック・キャット、南海龍、ワイリー・テイラー）したが、軌道に乗ることはなかった。
同年12月26日、浜松アリーナで長州を破りIWGPヘビー級王者になった。
翌1991年3月21日、東京ドームでリック・フレアーをグラウンド・コブラで破りNWA世界ヘビー級王者となったが、WCW側からのクレームもあり正式なNWA世界王者とカウントされるかどうかは議論が分かれていた。ただしNWAの公式サイトには、歴代チャンピオンとして藤波の名前がある。また、後にWWE殿堂入りした際、WWEから「元NWA世界ヘビー級王者」として紹介され、WCWを買収したWWEから王座戴冠の事実を追認される形になった。本人はフレアー戦でベルトを奪取していなければWWE殿堂入りは無かったかもしれないと後に2017年のインタビューで振り返っている。
1992年7月11日、オーストリアのグラーツにてボブ・オートン・ジュニアを破り、オットー・ワンツ主宰のキャッチ・レスリング・アソシエーションが認定するCWAインターコンチネンタル・ヘビー級王座を獲得。
1993年8月7日、両国国技館で馳浩を破りG1 CLIMAX優勝。
その年1月から参戦し、新日本勢を連破していた天龍源一郎と9月26日大阪城ホールで初対決。セコンドの馳の介入にクレームを付ける天龍の虚をついてグラウンド・コブラで勝利した。
1994年4月4日、広島グリーンアリーナで橋本真也のIWGPヘビー級王座に挑戦。橋本の爆殺キックで蹴りまくられながらも逆転のグラウンド・コブラで王座を奪取。
1995年以降、闘魂三銃士の台頭もあり、藤波は徐々に第一戦から退くようになる。
1995年10月27日、クラシックなプロ・レスリングを復活させるため独立興行「無我」を旗揚げ。イギリスのビリー・ライレージムと提携。
1998年4月4日の猪木引退・東京ドーム興行で佐々木健介を数年ぶりに見せるジャーマン・スープレックスで破りIWGPヘビー級王座を獲得。師の引退に花を添えた。

### 新日本プロレス社長就任
1999年に坂口征二の後を継ぎ新日本プロレス社長に就任。しかし在任中に長州、橋本、武藤敬司、佐々木など主力選手の退団が相次ぎ、折からの総合格闘技ブームや新設されたNOAHの盛況もあって苦しい経営を迫られた。また、会社の経営状況を把握出来ていなかったり発言の趣旨が二転三転することが多かったりと、藤波自身も経営者として問題があった。優柔不断な面があったことから「こんにゃく社長」とも称された。

### 欠場～社長辞任～復帰～退団
2003年から社長業の多忙と胆石の治療で長期欠場に入り、近い将来の引退を宣言をする。しかし胆石は手術で完治し、結局2004年に社長を辞任、副会長に就任し、2005年3月26日には2年3か月ぶりに復帰し、引退カウントダウンを撤回し、現役にこだわるようになる。
同5月のドーム大会でジャンボ鶴田の付き人を務めたことのあるNOAHの三沢光晴とタッグを組み、「楽しかった。次は三沢選手と戦いたい」と話した。また、同年のG1 CLIMAXにも久々に出場した。川田利明との初対決が実現する（敗れる）。試合後に川田から握手をし、川田は「試合後の握手は嫌いだが、レスラーになったきっかけの一人であるから」とコメントを残す。
2006年6月30日付けで新日本プロレスを退団。その際に社員に挨拶に回ったが、ことごとく無視された、とインタビューで当時の様子を語った。

### 無我～ドラディション
元新日本プロレスで藤波の愛弟子である西村修と田中秀和リングアナウンサーの新団体「無我ワールド・プロレスリング」の旗揚げ戦で第1試合に出場した。その後、無我の代表取締役に就任。2007年1月28日には約30年ぶりにグラン浜田と対戦した。6月1日には師匠の猪木と1年振りに会談したことが明らかとなり、その席で猪木が旗揚げするイノキ・ゲノム・フェデレーションへの協力を表明した。9月9日、NOAH日本武道館で、三沢との夢のタッグ戦が実現（三沢、潮崎vs藤波、西村）。パートナーの西村が潮崎に足四の字で勝利。
2008年、団体名を『ドラディション』に変更した。西村が無我の商標権を持ったまま団体を離脱したことが理由である。

### レジェンド・ザ・プロレスリング
ドラディションと並行しつつ、2010年10月20日、長州や初代タイガーマスクと共に新イベント「レジェンド・ザ・プロレスリング」を2011年1月10日に後楽園ホールで旗揚げすることを発表した。また、藤波と長州の1997年8月10日以来となる一騎討ちも決まった。

### デビュー40周年
2012年4月20日、「藤波辰爾デビュー40周年・ファイナル 〜40th. ANNIVERSARY FINAL〜」を後楽園ホールで開催、元新日本プロレスの藤原喜明やウルティモ・ドラゴンなどが参戦、メインでは長州&初代タイガーマスクと組み、蝶野正洋&ヒロ斎藤&AKIRAのTEAM 2000と対戦、リングアナは田中秀和、レフェリーは北沢幹之が務め、サプライズゲストとして前田および師匠の猪木が来場した。また、同大会の模様や藤波本人、及び有名選手のインタビューを交えた初のオフィシャルドキュメンタリーDVD「最後の飛龍 藤波辰爾」を自らの事務所シーホースコーポレーションより発売した。

### 長男のプロレスデビュー
2012年4月20日の大会終了直前に長男の藤波怜於南がプロレス入りを直訴したが、直ぐには結論を出せないと承諾を保留にした。その後承諾し、ランカシャースタイルを習得させる為に旧ビリー・ライレージムことアスプルオリンピック・レスリングクラブに武者修行に出し、帰国後はデビューを目指しU.W.F.スネークピットジャパンで修行中。その後怜於南は2013年5月29日のドラディション後楽園ホール大会のエキシビジョンマッチでプレデビュー戦を行った。
11月19日、怜於南は藤波のかつての付き人だった船木誠勝を相手にデビューすることが発表された。その本格デビューを前に、怜於南は自らのリングネームを『LEONA』とすることを発表。将来的には本名の藤波怜於南で戦う意思があることも明らかにしている。
そのデビュー戦等を含んだDVD「藤波辰爾還暦記念　藤波怜於南デビュー記念　藤波辰爾×LEONA BEST BOUT 2012 - 2013」が発売されている。

### WWE殿堂入り
2015年3月、WWEホール・オブ・フェームに迎えられた（インダクターはフレアー）。日本人では猪木に続き2人目の殿堂入りである。

### 脊椎管狭窄症手術
2015年9月、全く足が動かなくなるほどの腰椎のヘルニアと狭窄症により手術を受けた。手術は神経をいじるものであったため腰に多少のしびれが残った。1989年の負傷で同様の症状が表れたが、その時は腰にメスを入れたら選手生命が終わる時代であったため多少自分で運動して周りの筋肉で保護しながら騙し騙しやっていた。毎試合前に痛み止めの座薬を投与していたことも明かされた。

### その後
2017年4月にデビュー45周年記念大会を後楽園、博多、大阪で開催。10月27日には東京・後楽園ホールで、29日には大阪・ATCホールで大会を開催。藤波はこの大会に関して「いまのドラディションは試合数が限られている。自分が団体を率いて試合するのは、通常の大会をやっても意味がない。自分がやる大会はファンがいまのプロレスとは違った思い、違った楽しみを抱いてくれる大会。それをいちばん意識してます」と専門誌の記事上で答えている。事実、29日大会では、ミル・マスカラスや長州など従前では考えられないメンバーでトリオを組んでいる。長州は今までオファーしても「時間をください」と保留していたが、今回はカードを言ったら異論を言わず「やる」と答えた。このシリーズでは、かつて名勝負を繰り広げたベイダーを日本に呼び、試合を行った。当時のベイダーは心臓病で余命2年の宣告を受けており、実際、この試合から1年余りで急死してしまうことになった。
2018年6月、田村和宏とタッグを組んでプロレスリングHEAT-UPのユニバーサルタッグ王座を獲得。
2020年1月4日、古巣である新日本プロレスの東京ドーム大会にライガーの引退試合のパートナーとして久々の出場。ライガー、ザ・グレート・サスケ、4代目タイガーマスクとタッグを組み、佐野直喜、大谷晋二郎、高岩竜一、田口隆祐組と戦った。
2021年9月17日、プロレスリングHEAT-UPとどろきアリーナ大会でTAMURAが保持するHEAT-UPユニバーサル王座及びPWL WORLD CHAMPION王座に挑戦し、TAMURAをコブラツイストで下して23年ぶりにシングル王座を奪取した。
2022年1月4日、新日本プロレスの東京ドーム大会の第0試合 『KOPW 2022』進出権争奪戦ニュージャパンランボーに出場。5月1日の福岡PayPayドーム大会第1試合に参戦する予定だったが、コロナウイルスに感染したことにより欠場（代わりにX=越中詩郎が出場）。同年10月1日にアントニオ猪木が死去し、ドラディション公式サイトや自身のTwitterに追悼コメントを発表し、HEAT-UPとどろきアリーナ大会で試合に出場、猪木の得意技でもあったコブラツイストで勝利をあげ天に指を突き上げた。試合後のインタビューでは我慢していたものの大号泣した。翌2日、家族で弔問に行き、許可を得て猪木の顔や頭に約50年ぶりに触れ、付き人時代を思い出し懐かしんだ。
2023年2月27日、大分合同新聞が主催する豊の国かぼす大使であったが、新潟県南魚沼市交流大使に任命されたことをSNSで報告した。
2024年11月16日、福岡県北九州市の小倉城で「小倉城プロレス」開催。

## 得意技
ブルース・リーを彷彿させる絞られた筋骨隆々な肉体・スピーディーで華々しいファイトスタイルや、自らのキャッチフレーズであるドラゴンの名を冠した多くのオリジナル技（通称ドラゴン殺法）は、後世のプロレスラー、特に現在まで続くジュニアヘビー級のファイトスタイルに多大な影響を及ぼした。また、猪木の卍固めや長州のサソリ固めなど、いわゆる「掟破り」を使用し試合を演出した。
ドラゴン・スープレックス（飛龍原爆固め）
1978年1月23日、藤波がアメリカWWWF遠征中のマディソン・スクエア・ガーデンで行なわれたWWWF世界ジュニアヘビー級選手権戦でカルロス・ホセ・エストラーダを相手にフィニッシュとして使用。試合後記者達から「決め手となった技の名前は?」と質問され「あの技は世界で私1人しか使えません。名前はドラゴン・スープレックスです」と答えている。藤波はこの技を引っさげて凱旋帰国。ドラゴン・ロケットと共に「ドラゴン殺法」と呼ばれ、それまで日本には無かったジュニアヘビー級ならではのスピーディーで小気味良いレスリングとあわせ、藤波は一気にスター選手への道を駆け上っていった。
ジュニアヘビー級時代は割と多用していたのだが、フルネルソン状態で真後ろに投げられるという習慣が当時のレスラーにはほとんど皆無だったこともあり、受身を取りそこなうレスラーも多く（1980年の『ビッグ・ファイト・シリーズ』においてアーマンド・ゲレロに放った際には、アーマンドは舌を出して失神しTKO負けとなり、首を負傷してシリーズ途中で帰国したが、これはドラゴン・スープレックスの破壊力を演出するためのアングルであり、このシリーズではアンヘル・ブランコも同様の負傷アングルで途中帰国している）、当時新日本が提携していたWWFから1982年に「3年間（1985年まで）禁じ手とする」旨の要請を受けたとして、この技は封印された。
その後ヘビー級に転向し、ビッグマッチでこの技に入ろうとするものの不発になることが多い。例外的に、スーパー・ストロング・マシンには2度成功し、一度は3カウントをとっている。また、アントニオ猪木から初めてフォール勝ち（タッグマッチで）を収めたのもこの技である。1986年6月12日、大阪城ホールで行なわれたIWGP公式リーグ戦、前田日明とのシングルマッチで逆に前田にこの技を決められてしまった。腰を痛めてからはこの技は出していない。
ドラゴン・ロケット
メキシコ転戦で身につけたトペ・スイシーダで、ジュニア時代に多用。場外にいる相手にリング内から一直線に飛んで体当たりを仕掛けるというムーブは1970年代後半の日本のプロレスでは珍しく、この技を見た当時の古舘伊知郎は即座に実況でドラゴン・ロケットと名付けた。若き日の藤波の象徴とも言える技であった。ヘビー級転向をしてからも、カネックなどに数回仕掛けている。ただし見た目が派手な代わりに失敗した場合のリスクは大きく、1978年のチャボ・ゲレロ戦では、この技を避けられてパイプ椅子の金具に額をぶつけてしまい、大流血した。1996年東京ドームでの対天龍源一郎戦では、ドラゴン・ロケットを場外の天龍がグーパンチで迎撃、藤波が鼻骨骨折し大量の鼻血を出すというかつてのチャボ戦を彷彿とさせる場面もあった。2005年の三沢と組んだ蝶野・ライガー組戦ではエプロンからではあるが久々にこの技を使用した。
ドラゴン・スクリュー
相手の片足を両腕で取り、足首を抱えて自分の脇腹に押し付けて固定。自ら素早く内側にきりもみ状態で倒れこみながら相手の膝を捻り、靭帯をねじ切る。
元々藤波がジュニア時代から得意としていた技で、蹴り技に対する対抗手段として高頻度で使われていたのだが、藤波自身の場合、相手の足を痛めるというよりは主に形勢逆転技として巻き投げに近い形で繰り出すつなぎ技でしかなく、定番ながら「技」としてそれほど脚光を浴びることは無かった。後に武藤敬司が1995年10月9日に行われたIWGPヘビー級王座防衛戦において高田延彦の膝を破壊したことで再び脚光を浴び、痛め技としての威力が再認識された。雪崩式で仕掛ける場合はその場で仕掛けるのと、サードロープによじ登って仕掛けるパターンで繰り出す。
ドラゴン・バックブリーカー
ビル・ロビンソンの切り札だったワンハンド・バックブリーカーで、腰を痛めてからジャーマン・スープレックス等のスープレックス系の技を使えなくなった藤波が、新たな武器としてドラゴン・バックブリーカーの名称で使うようになった。しかし、この技もまた腰のバネをかなり必要とし、また相手の全体重を膝に受けなければならないため、ダメージが蓄積してきたことからスープレックス系の技同様封印された。
ドラゴン・スリーパー・ホールド（飛龍裸絞め）
尻餅状態に座らせた相手の後方から、相手の首を自分の脇に抱え込むように片腕で捕獲。空いている腕で相手の片腕を前方肩上から脇に通して背面で固定し、自分の両手を相手の背面でロック。自ら背を反るようにして脇に抱えた首の頚動脈を圧迫する。
当時藤波が出稽古に通っていた骨法の首落としをヒントに開発した技。1991年11月5日、日本武道館におけるIWGPヘビー級王座防衛戦で、蝶野正洋がこの技をかけられた後、一度はオーバーヘッド気味のキックで逃れるも、再度この技をかけた藤波が、再びキックを出してきた足をそのまま掴み、足取りドラゴン・スリーパーとしてギブアップを奪ったことがある（技としては、別物で、ステップオーバーレッグストレッチに近い）。
ロープに飛んだ相手をカウンターでスリーパーホールドに捕え、そのままドラゴン・スリーパーに移行するのが定番ムーブ。
ドラゴンバスター
ドラゴン・スープレックスと同じように、フルネルソンで固めその体勢から相手を持ち上げて頭上でクラッチを離しそのまま後頭部をマットに叩きつける技である。
12月26日のHEAT-UP新百合ヶ丘大会の対TAMURA戦で初公開された。
逆さ押さえ込み
フィニッシュ回数が多く、マスクド・スーパースターやアドリアン・アドニスなどのヘビー級の選手にこの技で勝利している。スクールボーイやスモール・パッケージ・ホールドとの連続技の流れで使うこともある。
ドラゴン・ローリング（高角度前方回転エビ固め）
ルチャ・リブレでいうところのウラカン・ラナ。相手の肩に飛び乗った肩車の状態から前方に回転し、エビ固めでピンフォールする。ジュニア時代に多用。
ジャーマン・スープレックス（原爆固め）
ドラゴン・スープレックス封印以降の大一番でのフィニッシュ・ホールド。フォールは奪えなかったが、ブルーザー・ブロディを投げたこともある。
猪木引退興行でのIWGP戦で数年ぶりに同技を繰り出し、佐々木健介からフォールを奪った。
ジャパニーズ・レッグロール・クラッチ（後方回転足折り固め）
相手の背後からジャンプしながら脇下に両足を差し込んで、振り子の勢いで後方回転し、相手の体をエビ状にして相手の足を自分の両足でクラッチしながら自らはブリッジして固める。
ジュニアヘビー級時代によくフィニッシュに使っていた技。また、最後の固め方は同じだが、相手がうつぶせ状態のとき、その上から自分の両足を相手の両脇に引っ掛けるように差し入れて、相手を横方向にひっくり返しそのままジャパニーズ・レッグロール・クラッチに持っていく入り方を特にドラゴン・レッグロール・クラッチと呼んだ。
延髄斬り
師匠・アントニオ猪木の必殺技。直系弟子である藤波もまたこの技を継承している。藤波は「斬る」というよりも後頭部を空中で蹴りつける感じで見舞う。
サソリ固め
度重なる長州力との抗争の中で身につけた技であり、通称「掟破りの逆サソリ」。本家である長州のサソリ固めは、対戦相手の足を固めて捻り、身体をうつ伏せ（反転）にさせてからステップオーバーするが、藤波は自分がステップオーバーする勢いで相手をうつ伏せにさせる。他、1993年G1クライマックス決勝戦、対馳浩戦で、「長州〜！」と、雄叫びをあげながらギブアップ勝ちを手に入れたシーンが有名。
サソリ弓矢固め
サソリ固めを決めた状態で自分の片足を相手の背中につけて、相手をひっくり返し弓矢固めに移行する。長州力との抗争の中で、長州に対してプレッシャーを与える意味で使用した。あまり見栄えが良くなかったからか、ほんの一時期使用したのみで、現在は使われていない。
レオナ・スペシャル
息子・藤波怜於南との練習で編み出した変形の足4の字固め。
ジャンピング・フットステップ
仰向け状態の相手のおでこを自ら軽くジャンプしながら両足の靴底でこする。フライング・メイヤーで倒した相手に連続して見舞うのが藤波流。これもジュニア時代に頻繁に使っていた。
ドロップキック
独特の正面飛びドロップキック。バンプの上手い藤波ならではの出し方である。ジュニア時代はかなりのハイアングルで放った。
グランドコブラツイスト
リック・フレアー、天龍源一郎らからフォールを奪った藤波の奥の手。腰を痛めてから使用し始めた。1994年、橋本真也からIWGP王座を奪取した時の決まり手として使用された。
ドラゴン・フェイント
場外の相手へドラゴン・ロケットを放つ仕草を見せるフェイント。ドラゴン・ロケットを使用しなくなった時期から多く見られるようになった。
ドラゴン・リング・イン（トップロープからのリングイン）
技ではないが、藤波の定番ムーブのひとつ。テンションが上がると、タッグマッチにおいてパートナーからタッチを受けてリングインする際に、コーナーポスト最上段から何もしないでリングインする。本来は猪木のように派手にリングインをしたくてコーナーに昇ったものの、対戦相手との距離が遠かったことから、ただリングに飛び降りてしまったのがきっかけである。自軍がどんなに有利な状況でタッチを受けても、リングインした瞬間に攻撃を受けて劣勢に陥るという流れまでが定番ムーブである。2020年以降、新日本プロレスの後輩である田口隆祐がこのムーヴを多用している。
元々はファンの間で使われる通称であった。しかしテレビ番組にてユリオカ超特Qがクローズアップしたのを藤波が観て知り、2011年6月23日に開催されたドラディション興行のタイトルを藤波自身が「DRAGON RING IN」と命名し、公式ネーミングとなった。

## タイトル歴
NWA
- NWA世界ヘビー級王座：1回

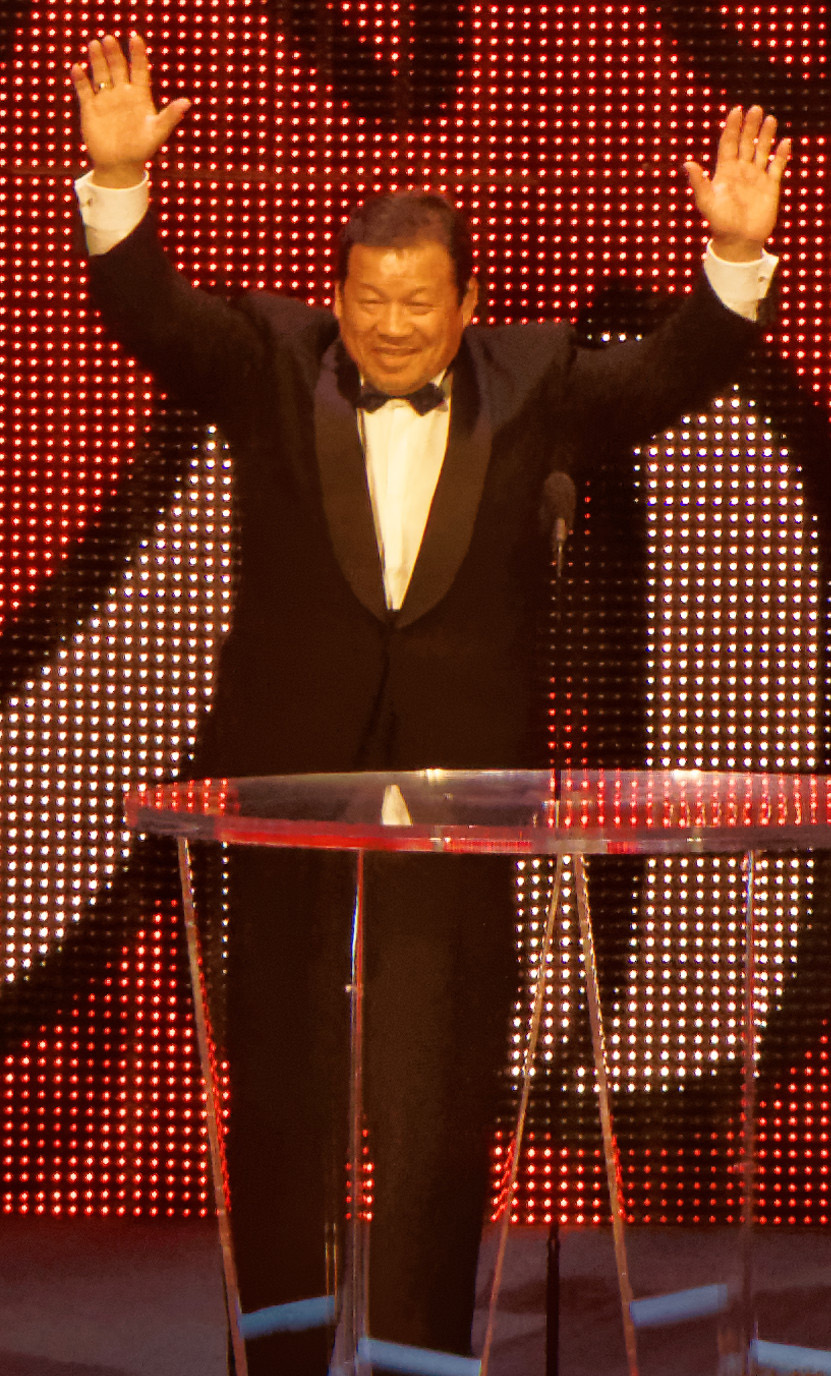
2015年3月、WWE殿堂入り

- NWAインターナショナル・ジュニアヘビー級王座：2回[21]

パシフィック・ノースウェスト・レスリング
- NWAパシフィック・ノースウェスト・ヘビー級王座：1回[35]

新日本プロレス
- IWGPヘビー級王座：6回
- IWGPタッグ王座：5回（w / 木村健悟×4、西村修×1）
- カール・ゴッチ杯争奪リーグ戦：1回
- MSGタッグ・リーグ戦：1回（w / アントニオ猪木）
- ジャパンカップ争奪タッグ・リーグ戦：1回（w / 木村健吾）
- G1 CLIMAX：1回
- SG TAG LEAGUE：1回（w / ビッグバン・ベイダー）

WWWF / WWF / WWE
- WWFインターナショナル・ヘビー級王座：2回[28]
- WWFインターナショナル・タッグ王座：1回（w / 木村健吾）
- WWWFジュニアヘビー級王座 / WWFジュニアヘビー級王座：2回[18]
- WWE殿堂：2015年度[1]

WCWA
- WCWA世界ヘビー級王座：1回[36]

CWA
- CWAインターコンチネンタル・ヘビー級王座：1回[39]

UWA
- UWA世界ヘビー級王座：1回

DDTプロレスリング
- KO-Dタッグ王座：1回（w / MIKAMI）

プロレスリングHEAT-UP
- HEAT-UPユニバーサル王座：1回[53]
- PWL WORLD CHAMPION王座：1回[53]
- HEAT-UPユニバーサルタッグ王座：1回（w / TAMURA）

新潟プロレス
- 新潟タッグ王座：1回（w / LEONA）

プロレス大賞
- 新人賞（1974年）
- 最高殊勲選手賞（1978年）
- 技能賞（1979年）
- 殊勲賞（1980年）
- 最優秀タッグチーム賞（w / アントニオ猪木）（1981年）
- 殊勲賞（1982年）
- 年間最高試合賞（藤波辰巳 vs 長州力、4月3日・蔵前国技館 = WWFインターナショナル・ヘビー級選手権試合）（1983年）
- 敢闘賞（1984年）
- 最優秀選手賞 MVP（1985年）
- 年間最高試合賞（前田日明 vs 藤波辰巳、6月12日・大阪城ホール = IWGPリーグ戦）（1986年）
- 殊勲賞（1987年）
- 殊勲賞（1988年）

## エピソード

### プロレスに関するエピソード
- 本人曰く、自分は喧嘩をしたこともないほど暴力的ではない性格であり、家族や周りも暴力的ではなかったとのこと。それだけに戦う仕事であるプロレスに惹かれた理由が自分でも全く分からないと自伝で述べたことがある。
- 「プロレスは、相手との信頼関係があるからこそ、やれるんです。」という藤波の言葉が表すように、相手選手の長所を引き出すことに長け、名勝負製造機とも言われた。その技量はフレアー、マードック、ベイダー、長州、天龍、前田、蝶野、武藤といった多くの選手たちから絶賛されている。また、ストロング・スタイルの正統派レスラーと見なされているが、流血や乱入といった荒れた試合も自然にこなせる力量も兼ね備えていた。
- 新日本の設立直後に、当時は日本プロレスの事務所の斜め向かいにあった新日本の事務所に、「猪木、藤波、山本はどこだ」と言わんばかりにグレート小鹿と林牛之助が、日本プロレスのスポンサーから預かっていた日本刀をコートに隠して殴り込みにやって来た。藤波は奥の部屋に隠れていため、山本小鉄は営業を行っていたためそれぞれ難を逃れたが、その際「山本がその場にいたら大変な事になっていた。プロレスのイメージが地に堕ちる寸前だった」と述べている[65]。
- カール・ゴッチに指導を受けていた頃、ゴッチの自宅にはマットが無く庭の芝生の上で練習をしていた。ゴッチが課すスープレックスの練習はロビンソンと名前がついたサンドバッグを抱えてとにかく反り投げる動作を繰り返すというもので、固い芝生で後頭部を強打し続けた藤波は連日脳震盪を起こし「このままでは俺は技を憶える前に頭がおかしくなる」と内心心配になってしまったという。ちなみに、ロビンソンという名称はゴッチがビル・ロビンソンを嫌っていたからだという。
- アメリカ修行中はカール・ゴッチの弟子ということで、シューター、壊し屋ではないか、と警戒された[5]。マディソン・スクエア・ガーデンの試合でドラゴン・スープレックスを決めて控室に戻ると、中にいたレスラーから冷たい視線を浴びたという[66]。また、当時はドラゴン・フジナミを名乗っていた事と、細身で引き締まった肉体から「君はブルース・リーの親戚か何かか？」と転戦先でプロモーターや記者達に必ずといっていいほど質問されたそうである。
- 藤波が新日本の若手でWWWFのジュニア時代の若手の伸び盛りである1979年頃、ホープである藤波を盛り上げようとするイベントが蔵前国技館であり、テレビ朝日で中継した。そのイベントでは番組公募の子供達がリング上でサンドバッグに体当たりするという催しがあったが、そのサンドバッグを押さえる役だったのが長州力であった。また同イベントは歌謡ショーもあり、藤波の大ファンだと本人のデビュー当時から公言していた、当時アイドルだった井上望（現在エド山口夫人）がこのショーのゲストの一人で、この藤波の応援イベントの出演に感激しきりで泣いてしまう一面もあった。
- 相手の必殺技を盗む「華麗なる盗人」と言われ、「名勝負数え歌」と言われた長州力戦でみせる長州力の得意技“サソリ固め”を逆に仕掛ける姿は、当時の実況担当古舘伊知郎をして“掟破りの逆サソリ”と言わしめた。
- 古館伊知郎がディファジオ・メモリアルと呼んでいた、2個の大きな赤いルビーがバックル部分に取り付けられた初代WWFジュニアヘビー級ベルトはチャボ・ゲレロ戦での10回防衛の功績から永久保持が認められた。二代目ベルトに変更された際にWWFから藤波に寄贈され、2011年現在も藤波家の応接間に飾られてある。
- 両足を揃えたまま完全な仰向け状態にジャンプして放つ昔ながらのドロップキックスタイルは、失敗するとバックドロップを受けたように背中から後頭部にかけてをキャンバスに強打（一人バックドロップ）するため、「ジバック（自爆）ドロップキック」と言われ、ファンに失敗を期待させた。また、対藤原喜明戦限定のブレーンバスターをしかける→脇固めに返される、逆エビ固めをしかける→レッグシザースで返される、対マードック戦限定のリング内に入ろうとするマードックを半ケツ状態にする、というお約束ムーブも持っていた。
- 1985年5月17日の熊本大会で、スーパー・ストロング・マシンに「お前、平田だろ!?」とマイクアピールをした。他のレスラーのオリジナルの技を真似してはいけないのと同様に「覆面レスラーの正体を明かすのはタブー」というのが当時のプロレス界の暗黙のマナー、エチケットであり、しかもその試合は「ワールドプロレスリング」で生中継されていた。長州に対しての逆サソリ同様、藤波はここでも「掟破り」をしたわけであり、言われた平田は「思わず後ろ受け身を取りそうになった」というほどの衝撃だったという。ちなみにこの発言は藤波のおとぼけであるという説と、平田にマスクを脱がせたかった会社が藤波に代弁させたという説がある（2009年9月19日放送の「タモリ倶楽部」や2012年12月12日の「たまむすび」では「マイクを向けられた時に話すことが無いのでつい言ってしまった」と発言している）。なお、この発言のずっと後に平田はマスクを脱いで正体をさらしたが、その後も素顔で試合に出場する一方で「魔界1号」「ブラック・ストロング・マシン」と名前を変えながら覆面レスラーとしても出場することもあり、その時には観客から「お前は平田だろ〜」という声を浴びている。また2ちゃんねるのプロレス板における名無しネーム“お前名無しだろ”は、この発言が由来となっている。
- 1985年11月1日に、入場テーマ曲であったエディ・グラントの「Boys In The Street」のカバー曲である「マッチョ・ドラゴン」というレコードを発売している。しかし歌唱力に関してはお世辞にも良いとはいえず、コサキンソングとしても取り上げられた。関根勤も「とんねるずのみなさんのおかげでした」の「博士と助手〜細かすぎて伝わらないモノマネ選手権〜」で（ユリオカ超特Qが行った「マッチョ・ドラゴン」PVのモノマネを見て）「小学生が歌ってるみたいなんだよね」とコメントしている。その後は藤波本人がCD化を断ったこともあり、永らくその存在が封印されていたが（入場テーマも当初は歌入り版を使用していたが、後にインストゥルメンタル版に変更した）、2005年のG1でケンドー・カシンが入場曲に歌入りバージョンを使用し再び脚光を浴びた。B面曲はテレビ朝日の子供向け番組『パックンたまご』挿入歌の「ドラゴン体操」であった。なお、作詞は森雪之丞である。2010年6月に「めちゃ×2イケてるッ!」の「歌がへたな王座決定戦スペシャル」に出演し、井上陽水の『夢の中へ』を歌唱した。歌詞にある「うふふ」の部分を歌った際、会場が大爆笑となり、審査員を務めた小林幸子に「歌の上手い歌い手は多くいても、あの味は誰にも出せませんよ」と評された。
- なお、この「マッチョ・ドラゴン」発売について、当時タッグパートナーであり、先に「らしくもないぜ」というレコードを発売していた木村健悟より「（歌唱力でも売上枚数でも）片手、片足、さらに口を半分閉じるハンディがあったとしても藤波選手には絶対負けない」と酷評されたが、この発言を聞いた猪木が「うまさと人気はまた別だから」と予言した通り、歌唱力はともかく売上は大差で藤波の勝ちだった。
- 頻繁に引退宣言をしては撤回することが多い。本来、引退へはカウントダウンだがカウントアップしており、この点において師匠アントニオ猪木の回数を上回っている。
- 藤波が長年ライバル視していたジャンボ鶴田は、引退会見で藤波とのシングル対決が幻になった事に対して「藤波君はいつもマスコミを使って対戦を主張してくる。僕はそれが大嫌いだった。馬場さんも彼とのシングル対決は承諾してくれていたんだし、直接僕か会社（全日本プロレス）に電話なりしてくれればよかったのに」と発言しており、また鶴田は最初からヘビー級で藤波はジュニアヘビー級出身ということもあり「元々体格が違うから」とも発言し、鶴田自身は藤波とは積極的に対戦したかったわけではないようだ。だが後日、鶴田は藤波に「失礼な発言をしてしまった」と、FAXで謝罪した。
- また、その鶴田と共に上田馬之助から「ガツーンと来るものがない、デビュー当時からの『爽やかお兄チャン』のイメージを、いまだに捨て切れてない」と批判された事もあった[67]。ただ、藤波24歳、鶴田26歳の時に別冊ゴングで行われた対談では「プロレスラーは怖いオジサン達の集まり、というイメージを僕らで変えていこう」という考えで意気投合している[68]。
- 昭和53年、全日本プロレス道場が改装工事中に鶴田から練習場を貸してほしいと藤波に頼み快諾。二人でスパーリングをしている[69]。
- 社長時代、2001年の東京ドーム大会の橋本真也vs長州力戦において、橋本・長州とも互いにフォールしようとせず打撃技のみのKO勝ちを狙おうとしたため、試合中TV解説席から藤波がリング上のタイガー服部レフェリーに両手を×の字にクロスして試合中止を決めた。この一件は試合を中継していたテレビ朝日の放送席にて同席していた解説者の山崎一夫が、橋本と長州の凄惨な戦いぶりに「二人とも潰れちゃいますよ! 藤波さん、止めなくていいんですか! 藤波さん!」と何度も呼びかけて、おもむろにストップさせたものであった。そしてリング上でマイクを持ち、観客に向かって「我々は殺し合いをしているんじゃない！分かってください！」と叫んだ。この行動は後に「ドラゴン・ストップ」と呼ばれるようになった[70]。このドラゴン・ストップについて藤波は、2017年にスポーツ報知のインタビューで「すっきりした攻防じゃなく、続けていたら看板選手が潰れてしまう、後味の悪い結果になっていただろう。だから自分が悪役になってでも止めたのだ」として、「あの時の判断は今でも間違っていない」と語っている[70]。
- ビッグバン・ベイダー戦でバックドロップによって腰を痛めて長期欠場と言われていたが、実は長年の腰痛の原因は椎間板ヘルニアであり、それでベイダーにバックドロップを仕掛けたのが決定打になったというのが真相らしい。
- 温厚な性格で、1982年2月14日のメキシコにおけるブッチャーとの試合で、ブッチャーに凶器攻撃をされ血だらけになりながらも、試合後ブッチャーに襲いかかった観客を見て、ブッチャーの救出をしたことがある。
- 飛龍革命の中で猪木に張り手を食らった後に猪木に張り手を打ち返した際、何かを叫んでいたのだが、後にビビる大木がVTRを見せながらなんと叫んでいたのかと尋ねたが、藤波は「俺もわかんないんだよね」と言ったため、真相は解明されずにある。
- 川田利明、小橋健太、獣神サンダー・ライガーと、彼に憧れてレスラーに成った人物も多い。
- 1986年（昭和61年）9月12日、その日試合のあった山形県体育館から隣の山形県武道館を訪れた。そのとき合気道家の白田林二郎が高校生の部に稽古をつけていたのをしばらく見学していたが、何を思ったかその場で入門を願い出た。白田は「プロレスとは違うから」と入門は断ったものの藤波に小手返し投げ、二教など指導した。藤波はその技の数々に驚嘆したという。その模様が東京スポーツ（9月14日付）に取り上げられ、上半身裸の藤波が白田に二教で抑えられている写真が掲載された。
- 新間寿ら一部関係者からカンピオンというニックネームで呼ばれている。カンピオンとはChampionのスペイン語読みである。
- 座右の銘はアメリカ修行時代にランニングコースで知り合った日系老人から教わった「Never Give Up」。ちなみに、当時のニックネームのドラゴンもその老人から考えてもらったという[71]。

### その他のエピソード
- 1972年、猪木がテレビ番組の企画でアフリカにロケへ行った際、付き人として同行した。現地の部族と生活を共にする企画だったが猪木が日本国内で急用ができたため藤波を「置き去り」にして緊急帰国してしまった。何とか自力で藤波は帰国したが、これが世に言う「藤波アフリカ置き去り事件」である[72]。
- 1997年には、法務大臣より藤波の青少年育成活動に対して感謝状が贈られた。
- 藤波の青少年育成活動に影響されて、親交のあった小錦がタレントに転向したと言われる。
- 口癖は「まぁ、ある部分では・・・」。
- 伽織夫人は資産家の娘でもあり、資金難に喘いでいた新日本プロレスは随分と夫人の実家にお世話になったらしい。夫人は後に2017年に夫婦で共に受けたインタビューにおいて、新日本の選手離脱事件が起こった際に協力したことについて振り返っており、もしものことがあれば当時東京にあったマンションを売って2人で実家に戻ってもよいかと実家の家族に話したことなどを明かしている[33]かねてより藤波一家（娘と息子）水入らずで土曜スペシャル（テレビ東京系）旅番組に出演。また最近は伽織夫人単独でも土曜スペシャルの旅番組の出演が多い（共演者は女優の山口いづみが多い）。また同番組では夫人単独の場合でも「プロレスラー藤波夫人」等と紹介が無いため、「あの美女は誰だ」といった問合せが局にあるらしい。
  - 夫人との結婚のきっかけは「寝屋川で行われたチャボ・ゲレロ戦」と言われているが、夫人が2017年に語ったところによると、最初の出会いは真夏の暑い時期に大阪府立体育館に初めてプロレスを観戦した時である。夫人は弟に勧められてプロレスを観戦しに来たが、七三分けの藤波を見て「こんな人がいるんだ!」と驚いたという。試合ぶりもきれいに見えたようであり、夫人はそこからファンになって大阪スポーツを毎日買うようになったという。その後、プロレス雑誌やチケットを買うなどすっかり藤波のファンになった夫人は初めて藤波を見た半年後にまた府立体育館に行ったが、初めて来たことを覚えていた藤波からナンパされて交際に至った。しかし藤波は新間寿から「付き合い始めてから3年は結婚してはだめだ」という趣旨の忠告を受けたが、藤波は3年を待たずしてある日の夜12時に夫人へプロポーズの電話を入れた。藤波は結婚を反対されたら新日本プロレスをやめるという勢いであったという[33]。一方、伽織夫人によると、藤波は猪木が27歳で結婚したことを意識しており、その歳になるので待っていたのではないか、としている。
- 「僕は長嶋さんに憧れた世代で、昔から巨人ファン」とテレビで言った。また、千葉ロッテマリーンズの重光昭夫オーナー代行と旧知の仲であることから「マリーンズ大使」を務め、始球式にも参加し球場で声援を送っている。ロッテ鹿児島キャンプにも棚橋弘至と共に参加した。
- 1990年、まだ藤波がヘルニアのリハビリを行っていたころ、霊能者に霊視してもらったらその霊能者は「おたくの犬が死にますよ。その子が亡くなって藤波さんが良くなる」と言った。藤波は「家族の一員である犬を、身代わりや生け贄のように言うな」と腹を立てたが、実際に2ヶ月ほど経過した頃に飼っていた犬は肝細胞がんで死に、ちょうどその頃から藤波のヘルニアは快方に向かった。このことは2017年3月に藤波夫妻が『KAMINOGE』のインタビューで明かした[33]。

### プロレス以外でのテレビ出演
- タレントとしては、1985年、TBS系の『毎度おさわがせします』第1シリーズ最終話に本人役で出演。1989年、同じくTBS系の特別番組『ウルトラマンをつくった男たち』に科特隊のムラマツキャップを演じる小柳昭三（小林昭二に相当）役で出演したのをはじめ、同系列（毎日放送制作）の『世界ウルルン滞在記』、NHKの『生活ほっとモーニング』『おーい、ニッポン』『ひるどき日本列島』などに出演。1996年には朝の連続テレビ小説『ひまわり』にも出演（主演松嶋菜々子〈南田のぞみ役〉の家の近所で空手の道場を開いている師範代の“タイガー原田”役）。1998年には、映画『新宿少年探偵団』に、加藤あいの父親役で空手家として出演。なお、最初にタレントとしてテレビ登場したのは1983年のテレビ朝日系（朝日放送制作）クイズ番組『三枝の国盗りゲーム』だった。
- NHK総合テレビの『生中継 ふるさと一番!』（月〜木曜・昼12:20）のレギュラーゲスト（不定期）として全国各所から出演する。
- 2007年11月28日、NHK『スタジオパークからこんにちは』に出演。馬場と猪木と入門時の藤波3人が写っている貴重な珍しい写真が公開された。また同番組中、ファンからのFAXメッセージに答え「嫁さんとの出会いのきっかけにもなった、大阪寝屋川でのチャボ・ゲレロ戦は私にとってのベストバウトです」と明言した[信頼性要検証]。
- 城マニアで有名である。以前工務店に藤波城の見積もりを頼んだ所、100億円と提示された。上記の『スタジオパーク』で藤波は「いつかは建てたいという願望はまだ持っている」とコメントしている。また「芸能人のお宅拝見」的コンセプトの『俺の城』という番組の出演依頼を受けた際、「城のことならいくらでも語れます。任せてください」と番組趣旨を履き違えてオファーを受けてしまった、と番組内で夫人が語っている。好きな城として姫路城・彦根城・熊本城・松本城・大阪城を挙げている（2009年9月19日放送『タモリ倶楽部』で発言[信頼性要検証]）。そして城の話題でラジオ番組のゲストに呼ばれたこともある（2015年4月8日放送『赤江珠緒 たまむすび』の「ピークを探せ!」コーナーで城を特集）。
- 2011年6月2日放送分（関東地区）の『有吉AKB共和国』の企画、「もう一つのもしドラ もしAKB研究生にドラゴン藤波がいたら」に出演。自身の過去の名場面のパロディやマッチョ・ドラゴンのPVのセルフパロディなどを演じた。
- 2017年10月放送のドラマ『さくらの親子丼』では、真矢ミキ演じる主人公が「神」と崇めるプロレスラーとして本人役で出演した。
- 龍が如く 極2（2017年12月7日、セガゲームス）[73] - 地上げ三銃士・藤波辰爾 役
- 藤波辰爾の歴史探訪（2019年4月3日 - 、トコチャン） - MC
- 映画「電エースカオス」（2023年12月22日、エクストリーム）[74]

### 政界進出断念
- 自民党からは幾度と無く立候補を打診されるも、その都度発言は二転三転し、結果的には立候補までには至らず。
- 新日本プロレス社長時代も、オーナーのアントニオ猪木に相談したところ、自民党公認であること（猪木はスポーツ平和党＝会派は民社党と組んだ）に難色を示され断念した経緯がある。

## 入場テーマ曲
- ソウル・ドラゴンのテーマ
- スター・ウォーズのテーマ
- GOGO!ドラゴン
一部パートは藤波自ら歌唱。
- ドラゴン・スープレックス
バージョンが2種類あり、シングルレコード（CBSソニー：06SP222）収録のJOE演奏のオリジナルと新日本プロレス・スーパーファイターのテーマ（キング：K25A-18）収録のミノタウロス演奏のカバーバージョンがある。前者はジュニア時代に後者はヘビー転向にあわせて使用されている。両バージョン共に現在（2010年2月時点）も使用されることがあり、数ある藤波のテーマの中でも最も使用頻度が高い。
- マッチョ・ドラゴン（ボーカル版/インストゥルメンタル版）
当初入場曲に使用していた"Boys in the Street"（エディ・グラント）を藤波自らがカバー、日本語の歌詞は森雪之丞が担当し収録した曲。本人自ら「決して上手いとは思ってない」と語るほどの歌唱力ではあるが、「お客さんに対してのサービスって言うのかな。気持ちでね、聞いてもらおうという感じでね、精魂込めて歌いました」と述べている[75]。
- ROCK ME DRAGON
1987年に使用。作曲は松岡直也。藤波自身もRAPとして参加。また松岡は退場テーマ曲「DRAGON THE CHAMPION」も作曲しており、両曲は12インチ・シングルとして1987年1月25日に発売された（ワーナー・パイオニア：M-3604）。
- RISING（1990年代前半に使用）（プロトタイプバージョンは、公式バージョンが作成される前の1989年2月に使用）。
- レジェンド・オブ・ドラゴン
1991年5月31日、大阪城ホールでの20周年記念興行で猪木より贈呈される。
- 超飛龍（1990年代後半に使用）
バージョンが2種類あり、原曲は約3分30秒。対して別バージョンはイントロや間奏などにあるギターソロが省略され、2分30秒程度に短縮されている。通常はもっぱら短縮版を使用しており、原曲版は大会場の興行やタイトルマッチなどでしか使われないレアな入場テーマだった。なおCD収録などの際には短縮版は「超飛龍」、原曲版は「超飛龍 フル・バージョン」とクレジットされ明確に区別されている。

## 著書
- 『ライバルをつくれ!そして勝て!』 ベースボール・マガジン社、1983年、ISBN 4-583-02342-1
- 『俺が天下を取る』 ワニブックス、1985年、ISBN 4-8470-3013-3
- 『ドラゴン炎のカムバック』 三一書房、1991年、ISBN 4-380-91210-8
- 『藤波辰爾のボディトレーニング』 日本文芸社、1998年、ISBN 4-537-01923-9
- 『無我』 主婦の友社、1999年、ISBN 4-07-224863-0
- 『藤波辰爾自伝 未完のレジェンド』 草思社、2010年、ISBN 978-4-7942-1788-2
- 『藤波辰爾自伝　ROAD of the DRAGON プロレス50年、旅の途上で』イースト・プレス、2021年、ISBN 978-4-7816-2022-0

## 関連書籍
- 『永久保存版★デビュー40周年記念 藤波辰爾★炎の40周年』 ベースボール・マガジン社、2012年 ISBN 978-4-583-61789-3